# Fissidens canalae
Fissidens canalae là một loài Rêu trong họ Fissidentaceae. Loài này được Broth. & Paris mô tả khoa học đầu tiên năm 1909.